# Balerina, balerina
Balerina, Balerina (COBISS) je roman Marka Sosiča; izšel je leta 1997 pri založbi Mladika.

## Vsebina
Pripovedovalka v romanu je Balerina, psihično in umsko motena oseba, na stopnji triletnega otroka. Vsako od petnajstih poglavij se začne s tem, da se Balerina polula v posteljo in tako ve, da je nov dan. Na začetku protagonistka na svoj 15. rojstni dan pade iz sanjskih oblakov v realnost (pade s postelje na tla). Kadar je razburjena, stoji na prstih, poje pesem ter razbija krožnike in skodelice. Če postane prehudo, ji dajo kapljice za pomiritev, če je mati preutrujena, jo k sebi vzame teta in če se še vedno ne pomiri, jo hospitalizirajo. Roman opisuje družinsko dogajanje na eni in Balerinino pikolovsko opazovanje na drugi strani. Dogajanje v romanu je za Balerino tragično, saj ji umre mati, ona pa misli, da le spi.

## Interpretacije
V sodobni slovenski literaturi je roman Balerina, Balerina redek primer romana s protagonistko omejenega horizonta, zato bralec njeni zgodbi ne more v celoti zaupati. Gre za nezanesljivost pripovedovalca, ki je lahko omejen iz več razlogov: osebne zmedenosti, duševne bolezni, starosti osebe itd. Omejena je tudi prostorsko, predvsem na domačo kuhinjo. Protagonistka je pasiven lik, odvisen od pomoči okolice (mame) in temu stanju je prilagojen tudi jezik, ki je (otroško) pogovorni, z vključenimi posameznimi italijanskimi besedami, kot npr. volare, cantare. Glavna oseba ni nosilka dejanj, saj jih ni zmožna sprožati in nadzorovati, zato je le pasivna, a kljub temu natančna opazovalka. Informacije o zunanjem okolju prinaša poštar, s pomočjo katerega se bralec seznani z dogodki iz 60. let 20. stoletja. V romanu se večkrat pojavlja motiv letenja, ki označuje željo po osvoboditvi in hrepenenje po dvigu na višji nivo, k rešitvi in uspehu. Povezuje se z motivom petja (pesem: Nel blu dipinto di blu, kjer modra barva simbolizira umirjenost, harmonijo, spremembe na višjo raven ...). Konec roman ponovi fantastiko in sporočilnost modrine (modre ptice), v smislu sprememb in prehoda (npr. Balerine iz pubertete). Junakinja romana biva na meji med nebom in zemljo, zato tudi pomembne "zemeljske kategorije", kot so življenje, trpljenje in smrt izgubijo nekaj ostrine, prav tako tudi minevanje časa.
Roman Balerina, Balerina je kratki, družbeni roman z avtobiografskimi elementi. Lik Balerine osvetljuje perspektivo človeka, ki je v življenju (občasno) potisnjen v pasivni položaj - ko gledamo in se ne moremo aktivno odzivati. Z izbiro junaka, kot je Balerina, je avtor bralcem omogočil pogled na svet skozi ta neobičajni zorni kot. 
Možnost primerjave romana z drugimi svetovnimi romani: npr. z romanom predstavnika ameriške književnosti  Williama Faulknerja Krik in bes, kjer je pripovedovalec sicer tretjeosebni, pri tem pa je junak Benji enako kot Balerina star 33 let. Posebej je zanimiva otroška perspektiva Benjija.
Roman je pri bralcih doživel dober odziv, bil je nominiran v Sloveniji za nagrado kresnik ter prejel nekaj nagrad v Italiji, od tega je najpomembnejša vstajenje. Tudi dramska priredba Branka Završaka, ki je nastala na podlagi romana v italijanskem in slovenskem jeziku, je bila deležna ugodnega odziva gledališke publike. 

## Ocene in nagrade
Nominacija za nagrado kresnik, 1998.
Tržaska nagrada Vstajenje, 1997.

## Priredbe
Balerina, Balerina; monodrama, adaptiral in režiral Branko Završak.